# قائمة إصدارات الطوابع البريدية في أم القيوين (1965)
أدارت المملكة المتحدة العلاقات الخارجية لإمارات الساحل المتصالح نتيجة لمعاهدة «الاتفاقية الحصرية» لعام 1892، بما في ذلك إدارة البريد والبرق - حيث تكن هذه الإمارات منتمية للاتحاد البريدي العالمي. افتتحت حكومة الهند أول مكتب بريد في دبي في عام 1941. وفي عام 1948، وتولت إدارته وتشغيله الوكالات البريدية البريطانية في شرق شبه الجزيرة العربية، وهي شركة تابعة لمكتب البريد العام. كانت الطوابع في ذلك الوقت عبارة عن طوابع بريطانية مقابل رسوم إضافية بقيمة الروبية، حتى عام 1959، حيث أصدرت مجموعة من طوابع بريدية تحمل اسم «الإمارات المتصالحة» من دبي.
في عام 1963، تنازلت المملكة المتحدة عن مسؤوليتها عن الأنظمة البريدية في الإمارات المتصالحة إلى حكام الإمارات المتصالحة. لذا أصدرت إمارة أم القيوين أول طوابعها البريدية في سنة 1964.
الكثير من الطوابع التي أصدرت في إمارة أم القيوين تصنف ضمن طوابع الكثبان الرملية. طبعت هذه الطوابع بكثرة في الستينيات وأوائل السبعينيات من القرن الماضي، وتكاد تكون عديمة القيمة اليوم.
وجد فينبار كيني وهو رجل أعمال أمريكي ومن هواة جمع الطوابع الفرصة لإنشاء عدد من الإصدارات من الطوابع التي تستهدف سوق جامعي الطوابع المربح. وقد أبرم في عام 1964 اتفاقات مع إمارات الخليج العربي لإصدار طوابع، ومن بينها إمارة أم القيوين. حملت هذه الطوابع مصورا ذات ألوان وأشكال صارخة وليس لها صلة فعلية بالإمارات.
كان بيع الطوابع البريدية لفترة قصيرة تجارة مربحة للإمارات، حيث كان لمعظم الإمارات القليل من مصادر الدخل، باستثناء إمارة أبو ظبي، التي توفر فيها إنتاج النفط منذ عام 1965. ومع ذلك، انخفضت الإيرادات التي تصل إلى 70 ألف جنيه إسترليني للإمارات الأفقر إلى 30 ألف جنيه إسترليني مع التشبع الحتمي للسوق. شكل بيع الطوابع بحلول عام 1966 المصدر الرئيسي لدخل الإمارات المتصالحة الشمالية.
أدى انتشارها في النهاية إلى تقليل قيمتها، ولهذا السبب، فإن العديد من الكتالوجات الشعبية اليوم لا تدرجها حتى.
اتهم فينبار كيني بالتورط في قضية رشوة في الولايات المتحدة بسبب تعاملاته مع حكومة جزر كوك. انتهت ترتيبات فينبار كيني عندما توحدت الإمارات العربية المتحدة في ديسمبر 1971.

## إصدارات عام 1965
أصدر ثلاثون طابعا وبطاقة تذكارية واحدة في أم القيوين عام 1965، بضمنها إصدارات البريد الجوي وإصدارات طوابع الإيرادات وطوابع جون كينيدي، وقد توفرت الطوابع بإصدار مخرم وإصدار غير مخرم:

### إصدار جون كينيدي
هذا الإصدار يحتفي بالرئيس الأمريكي جون كينيدي، الذي شغل منصب رئيس الولايات المتحدة الأمريكية للفترة من 20 يناير 1961 حتى اغتياله في 22 نوفمبر 1963.
| #  | تاريخ الإصدار | الوصف | صورة الإصدار المخرم | صورة الإصدار غير المخرم | القيمة           | الأبعاد     |
| -- | ------------- | --- | ------------------- | ----------------------- | ---------------- | ----------- |
| 1  | 20 يناير 1965 | طابع تظهر فيه صورة جنازة الرئيس جون كينيدي وهي تغادر البيت الأبيض.                                                            |                     |                         | عشرة بيزات       | 29 * 44 ملم |
| 2  | 20 يناير 1965 | طابع تظهر فيه صورة جاكلين كينيدي وأولادها وروبرت كينيدي في جنازة الرئيس جون كينيدي.                                           |                     |                         | خمسة عشر بيزة    | 29 * 44 ملم |
| 3  | 20 يناير 1965 | طابع تظهر فيه صورة موكب جنازة الرئيس جون كينيدي.                                                                              |                     |                         | خمسون بيزة       | 29 * 44 ملم |
| 4  | 20 يناير 1965 | طابع تظهر فيه صورة هاري ترومان وباس ترومان ودوايت أيزنهاور في جنازة الرئيس جون كينيدي.                                        |                     |                         | روبية واحدة      | 29 * 44 ملم |
| 5  | 20 يناير 1965 | طابع تظهر فيه صورة شارل ديغول وهيلا سيلاسي ولودفيغ إيرهارت وأليك دوغلاس هيوم وموريس كوف دي مورفيل في جنازة الرئيس جون كينيدي. |                     |                         | روبيتان          | 29 * 44 ملم |
| 6  | 20 يناير 1965 | طابع تظهر فيه صورة عائلة كينيدي في كاتدرائية القديس متى الرسول                                                                |                     |                         | ثلاثة روبيات     | 33 * 51 ملم |
| 7  | 20 يناير 1965 | طابع تظهر فيه صورة حرس الشرف في مقبرة أرلينغتون الوطنية يأخذون تحية لجنازة الرئيس جون كينيدي.                                 |                     |                         | خمسة روبيات      | 33 * 51 ملم |
| 8  | 20 يناير 1965 | طابع تظهر فيه صورة شخصية للرئيس جون كينيدي (1917-1963).                                                                       |                     |                         | سبعة روبيات ونصف | 33 * 51 ملم |
| 9  | 20 يناير 1965 | طابع تظهر فيه صورة حرس الشرف في مقبرة أرلينغتون الوطنية يأخذون تحية لجنازة الرئيس جون كينيدي.                                 |                     |                         | خمسة روبيات      | 29 * 44 ملم |
| 10 | 20 يناير 1965 | طابع تظهر فيه صورة شخصية للرئيس جون كينيدي (1917-1963).                                                                       |                     |                         | سبعة روبيات ونصف | 29 * 44 ملم |

وأصدرت بطاقة تذكارية واحدة بنسختين:

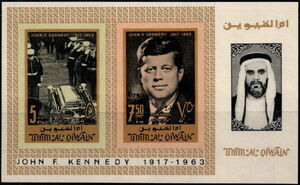
صورة لبطاقة تذكارية تحتوي على طابعين وصورة لحاكم إمارة أم القيوين في ذلك الوقت أحمد بن راشد المعلا بقيمة 12.5 روبية
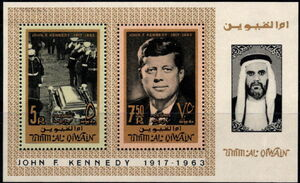
صورة أخرى لبطاقة تذكارية تحتوي على طابعين وصورة لحاكم لحاكم إمارة أم القيوين في ذلك الوقت أحمد بن راشد المعلا بقيمة 12.5 روبية

### طوابع البريد الجوي
هذا الإصدار يشبه طوابع الشيخ أحمد بن راشد المعلا لعام 1964 لكنها مخصصة للبريد الجوي:
| #  | تاريخ الإصدار  | الوصف | صورة الإصدار المخرم | صورة الإصدار غير المخرم | القيمة            | الأبعاد     |
| -- | -------------- | --- | ------------------- | ----------------------- | ----------------- | ----------- |
| 11 | 18 أكتوبر 1965 | طابع ملون يحمل صورة الشيخ أحمد بن راشد المعلا مع صورة غزالين من صنف غزال الريم (Gazella leptoceros).               |                     |                         | خمسة عشر بيزة     | غير معروف   |
| 12 | 18 أكتوبر 1965 | طابع ملون يحمل صورة الشيخ أحمد بن راشد المعلا مع صورة الأفعى القرناء الصحراوية (Cerastes cerastes).                |                     |                         | خمسة وعشرون بيزة  | غير معروف   |
| 13 | 18 أكتوبر 1965 | طابع ملون يحمل صورة الشيخ أحمد بن راشد المعلا مع صورة الضبع العربي المخطط (Hyaena hyaena).                         |                     |                         | خمسة وثلاثون بيزة | غير معروف   |
| 14 | 18 أكتوبر 1965 | طابع ملون يحمل صورة الشيخ أحمد بن راشد المعلا مع صورة سمكة الزناد المهرجة (أو الكبيرة) (Balistoides conspicillum). |                     |                         | خمسون بيزة        | غير معروف   |
| 15 | 06 نوفمبر 1965 | طابع ملون يحمل صورة الشيخ أحمد بن راشد المعلا مع صورة سمكة التنين الحمراء (Pterois volitans).                      |                     |                         | خمسة وسبعون بيزة  | غير معروف   |
| 16 | 18 أكتوبر 1965 | طابع ملون يحمل صورة الشيخ أحمد بن راشد المعلا مع صورة سمكة الأصبع (Monodactylus argenteus).                        |                     |                         | روبية واحدة       | 47 * 30 ملم |
| 17 | 18 أكتوبر 1965 | طابع ملون يحمل صورة الشيخ أحمد بن راشد المعلا مع صورة منزله في فلج المعلا.                                         |                     |                         | روبيتان           | غير معروف   |
| 18 | 06 نوفمبر 1965 | طابع ملون يحمل صورة الشيخ أحمد بن راشد المعلا مع صورة قصره في فلج المعلا.                                          |                     |                         | ثلاثة روبيات      | 58 * 38 ملم |
| 19 | 06 نوفمبر 1965 | طابع ملون يحمل صورة الشيخ أحمد بن راشد المعلا مع صورة آثار.                                                        |                     |                         | خمسة روبيات       | غير معروف   |

### طوابع المؤتمر النقدي لدول الخليج العربية
| #  | تاريخ الإصدار  | الوصف | صورة الإصدار | صورة الطابع من الخلف | القيمة          | الأبعاد   |
| -- | -------------- | --- | ------------ | -------------------- | --------------- | --------- |
| 20 | 15 ديسمبر 1965 | طابع دائري بنقوش فضية وبلونين أسود وبنفسجي محمر على نقش "حضرة عظمة الشيخ أحمد بن راشد المعلى أطال الله بقاءه" في الأعلى أما في الأسفل "المؤمن بالله والمحافظ على دينه" وفي الوسط "حاكم أم القيوين سنة 1385 هجرية".         |              |                      | عشرة بيزات      | غير معروف |
| 21 | 15 ديسمبر 1965 | طابع دائري بنقوش فضية وبلونين أخضر مزرق وأزرق بنفسجي يظهر في وسطه نقش بارز لصورة الشيخ أحمد بن راشد المعلا. |              |                      | خمس وعشرون بيزة |           |
| 22 | 15 ديسمبر 1965 | طابع دائري بنقوش فضية وبلونين أحمر برتقالي وبنفسجي مزرق على نقش "حضرة عظمة الشيخ أحمد بن راشد المعلى أطال الله بقاءه" في الأعلى أما في الأسفل "المؤمن بالله والمحافظ على دينه" وفي الوسط "حاكم أم القيوين سنة 1385 هجرية". |              |                      | روبية واحدة     |           |
| 23 | 15 ديسمبر 1965 | طابع دائري بنقوش فضية وبلونين أخضر مزرق وبرتقالي يظهر في وسطه نقش بارز لصورة الشيخ أحمد بن راشد المعلا. |              |                      | روبيتان         |           |
| 24 | 15 ديسمبر 1965 | طابع دائري بنقوش فضية وبلونين أحمر أرجواني وأزرق على نقش "حضرة عظمة الشيخ أحمد بن راشد المعلى أطال الله بقاءه" في الأعلى أما في الأسفل "المؤمن بالله والمحافظ على دينه" وفي الوسط "حاكم أم القيوين سنة 1385 هجرية".        |              |                      | ثلاثة روبيات    |           |
| 25 | 15 ديسمبر 1965 | طابع دائري بنقوش فضية وبلونين أرجواني وأزرق يظهر في وسطه نقش بارز لصورة الشيخ أحمد بن راشد المعلا. |              |                      | خمسة روبيات     |           |

### طوابع الإيرادات
هذا الإصدار يشبه طوابع الشيخ أحمد بن راشد المعلا لعام 1964 لكنها مخصصة للمعاملات المالية وعليها عبارة "ONE STATE'S SERVICE":
| #  | تاريخ الإصدار  | الوصف | صورة الإصدار المخرم | صورة الإصدار غير المخرم | القيمة           | الأبعاد     |
| -- | -------------- | --- | ------------------- | ----------------------- | ---------------- | ----------- |
| 26 | 22 ديسمبر 1965 | طابع ملون يحمل صورة الشيخ أحمد بن راشد المعلا مع صورة غزالين من صنف غزال الريم (Gazella leptoceros).               |                     |                         | خمسة وعشرون بيزة | غير معروف   |
| 27 | 22 ديسمبر 1965 | طابع ملون يحمل صورة الشيخ أحمد بن راشد المعلا مع صورة الأفعى القرناء الصحراوية (Cerastes cerastes).                |                     |                         | أربعون بيزة      | 42 * 26 ملم |
| 28 | 22 ديسمبر 1965 | طابع ملون يحمل صورة الشيخ أحمد بن راشد المعلا مع صورة الضبع العربي المخطط (Hyaena hyaena).                         |                     |                         | خمسون بيزة       | غير معروف   |
| 29 | 22 ديسمبر 1965 | طابع ملون يحمل صورة الشيخ أحمد بن راشد المعلا مع صورة سمكة الزناد المهرجة (أو الكبيرة) (Balistoides conspicillum). |                     |                         | خمسة وسبعون بيزة | 42 * 27 ملم |
| 30 | 22 ديسمبر 1965 | طابع ملون يحمل صورة الشيخ أحمد بن راشد المعلا مع صورة سمكة التنين الحمراء (Pterois volitans).                      |                     |                         | روبية واحدة      | غير معروف   |
| 31 | 22 ديسمبر 1965 | طابع ملون يحمل صورة الشيخ أحمد بن راشد المعلا مع صورة سمكة الأصبع (Monodactylus argenteus).                        |                     |                         | خمسة وسبعون بيزة | غير معروف   |
| 32 | 22 ديسمبر 1965 | طابع ملون يحمل صورة الشيخ أحمد بن راشد المعلا مع صورة منزله في فلج المعلا.                                         |                     |                         | روبيتان          | غير معروف   |
| 33 | 22 ديسمبر 1965 | طابع ملون يحمل صورة الشيخ أحمد بن راشد المعلا مع صورة قصره في فلج المعلا.                                          |                     |                         | ثلاثة روبيات     | غير معروف   |
| 34 | 22 ديسمبر 1965 | طابع ملون يحمل صورة الشيخ أحمد بن راشد المعلا مع صورة آثار.                                                        |                     |                         | خمسة روبيات      | غير معروف   |